# Onthophagus masumotoi
Onthophagus masumotoi är en skalbaggsart som beskrevs av Teruo Ochi 1985. Onthophagus masumotoi ingår i släktet Onthophagus och familjen bladhorningar. Inga underarter finns listade i Catalogue of Life.